# Осада Константинополя (674—678)
Осада Константинополя (греч. Πολιορκία της Κωνσταντινούπολης (674-678)) — первая осада арабами столицы Византии в 674—678 годах.
Осада Константинополя стала завершающим этапом войны между Арабским халифатом и Византийской империей. Во время осады арабам не удалось разрушить сильные городские стены, поэтому они блокировали город с моря. Приближение зимы вынудило арабов отойти на 180 километров в сторону малоазийского города Кизик.
Ещё до осады сириец Каллиник из Гелиополя изобрёл для Византийской империи новое разрушительное оружие на море, которое позднее получило известность под названием «греческий огонь». При сражении в Мраморном море у Сулаемма в 677 году византийский флот использовал его, чтобы нанести решающее поражение омейядскому флоту и снять осаду в 678 году. Победа остановила арабскую экспансию в Европу почти на тридцать лет. Окончательная победа византийцев была закреплена после второй арабской осады Константинополя в 717—718 годах.
Арабы, понеся значительные потери в битвах с византийцами и их огненосными кораблями, должны были отступить. Вблизи Силейского моря их флот попал в сильную бурю, почти все корабли погибли. После этого был заключён мир на тридцать лет между Византией и Омейядским халифатом.

## Предыстория
После катастрофической битвы при Ярмуке в 636 г. Византийская империя вывела большую часть своих оставшихся сил из Леванта в Малую Азию, которая была защищена от мусульманской экспансии горами Тавра. Это позволило зарождающемуся Праведному халифату завершить завоевание Сирии и Палестины, а вскоре после этого — захватить Египет. Мусульманские набеги на приграничную зону Киликии и вглубь Малой Азии начались ещё в 640 г. и продолжались при тогдашнем правителе Леванта Муавии. Муавия также возглавил создание мусульманского флота, который за несколько лет стал достаточно сильным, чтобы занять Кипр и совершать набеги на Кос, Родос и Крит в Эгейском море. Наконец, молодой мусульманский флот одержал сокрушительную победу в битве у Феникса в 655 году. После убийства халифа Османа и начала первой мусульманской гражданской войны нападения арабов на Византию прекратились. В 659 году Муавия даже заключил перемирие с Византией, по которому обязался уплачивать империи дань.
Мир продлился до конца мусульманской гражданской войны в 661 году, из которой Муавия и его клан вышли победителями, установив халифат Омейядов. Со следующего года мусульманские нападения возобновились, и давление усилилось, поскольку мусульманские армии начали зимовать на византийской земле к западу от хребта Тавр, что наносило максимальный ущерб византийской экономике. Эти наземные экспедиции иногда сочетались с морскими набегами на побережье южной части Малой Азии. В 668 г. арабы прислали помощь стратигу фемы Армениакон Сабориосу, который поднял мятеж и провозгласил себя императором. Арабские войска под командованием Фадалы ибн Убайды прибыли слишком поздно, чтобы помочь умершему после падения с лошади мятежнику, и провели зиму в Гексаполиса вокруг Мелитены в ожидании подкреплений.
Весной 669 году, получив дополнительные войска, Фадала вошёл в Малую Азию и продвинулся до Халкидона на азиатском берегу Босфора, расположенного напротив византийской столицы Константинополя. Нападения арабов на Халкидон были отражены, а арабская армия была уничтожена голодом и болезнями. Муавия отправил на помощь Фадале другую армию во главе со своим сыном (и будущим халифом) Язидом. Версии дальнейшего расходятся. Византийский летописец Феофан Исповедник сообщает, что арабы некоторое время оставались перед Халкидоном, прежде чем вернуться в Сирию, и что по пути они захватили Аморий и разместили там гарнизон. Это был первый раз, когда арабы попытались удержать захваченную крепость во внутренних районах Малой Азии после окончания похода, и, вероятно, означало, что они намеревались вернуться в следующем году и использовать город в качестве своей базы, но город был отбит византийцами в течение последующей зимы. С другой стороны, арабские источники сообщают, что мусульмане перебрались в Европу и предприняли безуспешную атаку на сам Константинополь, прежде чем вернуться в Сирию. Учитывая отсутствие каких-либо упоминаний о таком нападении в византийских источниках, наиболее вероятно, что арабские хронисты — принимая во внимание присутствие Язида и тот факт, что Халкидон — пригород Константинополя — «улучшили» нападение на Халкидон до нападения на столицу.

## Кампании 672 и 673 годов
Кампания 669 году наглядно продемонстрировала арабам возможность прямого удара по Константинополю, а также необходимость иметь в этом районе базу снабжения. Он был найден на полуострове Кизик на южном берегу Мраморного моря, где в 670 или 671 году зимовал рейдерский флот под командованием Фадхала ибн Убайда. Теперь Муавия начал готовить финальный штурм византийской столицы. В отличие от своего предшественника, Муавия намеревался пройти прибрежным путем в Константинополь. Предприятие следовало тщательному, поэтапному подходу: сначала мусульмане должны были обеспечить опорные пункты и базы вдоль побережья, а затем, имея Кизик в качестве базы, Константинополь должен был быть заблокирован с суши и моря и отрезан от аграрных внутренних районов, которые снабжали его продовольствием.

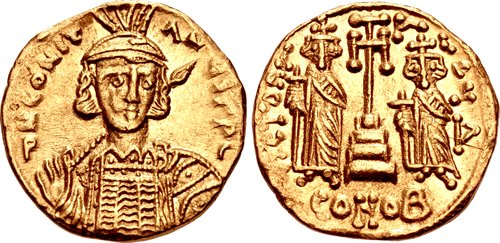
Золотая номисма Константина IV.

Соответственно, в 672 году три больших мусульманских флота были отправлены для защиты морских путей и создания баз между Сирией и Эгейским морем. Флот Мухаммада ибн Абдаллаха зимовал в Смирне, флот под командованием некоего Кайса (возможно, Абдаллаха ибн Кайса) зимовал в Ликии и Киликии, а третий флот под командованием Халида присоединился к ним позже. Согласно отчёту Феофана, узнавший о приближении арабского флота император Константин IV начал снаряжать свой флот для войны. Вооружение Константина включало сифонные корабли, предназначенные для использования недавно разработанного зажигательного вещества — греческого огня. В 673 г. арабский флот под командованием Джунады ибн Аби Умайи захватил Тарс в Киликии, а также расположенный на полпути между Сирией и Константинополем Родос, который был преобразован в передовую базу снабжения и центр мусульманских морских набегов. Его гарнизон в 12 тыс. человек регулярно возвращался в Сирию, к нему прикреплялся небольшой флот для обороны и набегов, а арабы даже сеяли пшеницу и привозили на остров скот для выпаса. Византийцы попытались помешать планам арабов с помощью морской атаки на Египет, но безуспешно. В течение всего этого периода продолжались сухопутные набеги в Малую Азию, а арабские войска зимовали на византийской земле.

## Кампании 674—678 годов

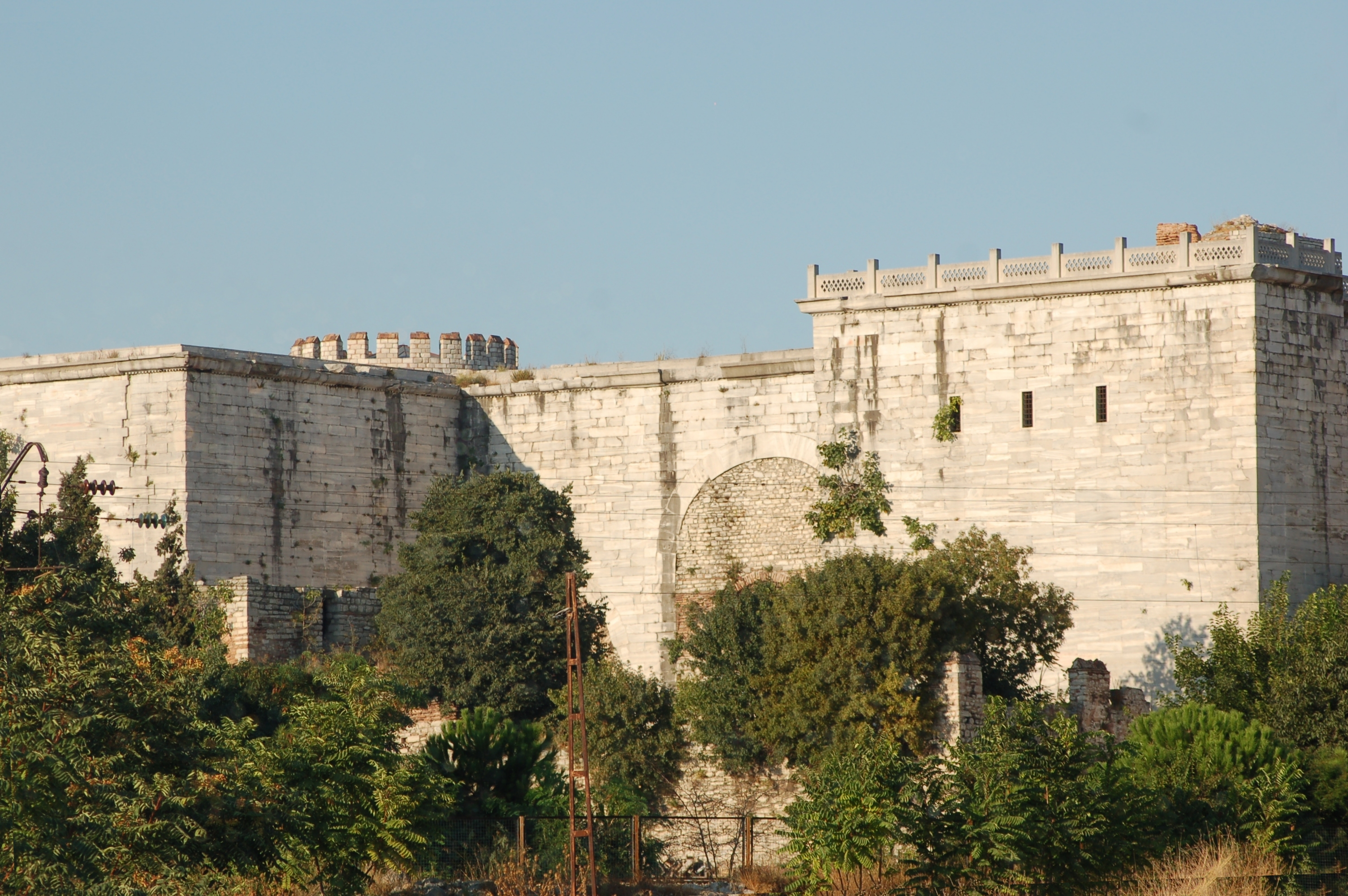
Золотые ворота и Феодосиевы стены Константинополя.

В 674 году арабский флот отплыл из своих баз в восточной части Эгейского моря и вошёл в Мраморное море. По сообщению Феофана, они высадились на фракийском берегу близ Эвдома в апреле и до сентября вели постоянные столкновения с византийскими войсками. Как сообщает византийский летописец, «каждый день с утра до вечера шло боевое столкновение между форштевнями Золотых ворот и Киклобиона с атакой и контратакой». Затем арабы ушли и направились в Кизик, который они захватили и превратили в укреплённый лагерь для зимовки. Это определило схему, которая продолжалась на протяжении всей осады: каждую весну арабы переходили Мраморное море и нападали на Константинополь, отходя на зиму в Кизик. Фактически, «осада» Константинополя представляла собой серию сражений вокруг города, которые можно даже растянуть, включив в них нападение Язида в 669 году. И византийские, и арабские летописцы отмечают, что осада длилась семь лет вместо пяти. С этим можно согласиться, либо включив начальные кампании 672—673 годов, либо учитывая годы до окончательного вывода арабских войск с их передовых баз в 680 году.

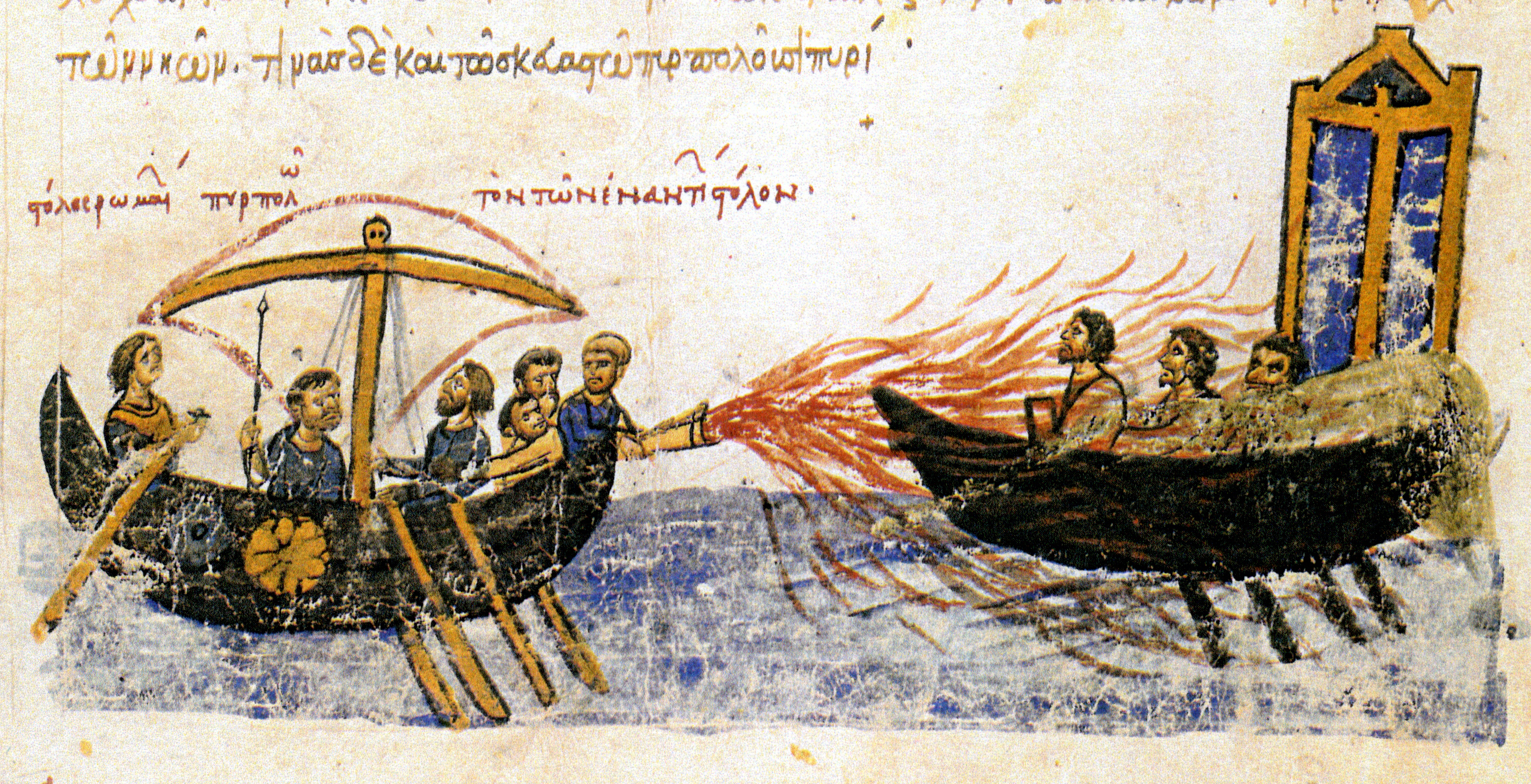
Византийцы используют греческий огонь (Мадридский Скилица). Это оружие было впервые применено в этой осаде.

Подробности столкновений вокруг Константинополя неясны, так как Феофан сжимает осаду в своём рассказе о первом году, а арабские летописцы вообще не упоминают осаду, лишь приводя имена руководителей неуказанных походов на византийскую территорию. Таким образом, из арабских источников известно только, что Абдаллах ибн Кайс и Фадхала ибн Убайд совершили набег на Крит и перезимовали там в 675 г., а в том же году Малик ибн Абдаллах совершил набег в Малую Азию. Арабские историки Якуби и ат-Табари сообщают, что Язид был отправлен Муавией с подкреплением в Константинополь в 676 г., и сообщают, что Абдаллах ибн Кайс возглавил кампанию в 677 году, цель которой неизвестна.
В то же время происходящее уменьшило способность Византии реагировать на угрозы в других местах: в Италии лангобарды использовали возможность завоевать большую часть Калабрии, включая Тарент и Брундизий, а на Балканах коалиция славянских племён атаковали город Фессалоники и предприняли морские рейды в Эгейском море, проникнув даже в Мраморное море.
Наконец, осенью 677 году или в начале 678 году Константин IV решил вступить в бой с осаждающими. Его флот, оснащённый греческим огнём, разгромил арабский флот. Вероятно, что с этим поражением связана смерть адмирала Язида ибн Шагара, о которой сообщают арабские летописцы за 677/678 год. Примерно в то же время мусульманская армия в Малой Азии под командованием Суфьяна ибн 'Ауфа потерпела поражение от византийской армии под командованием полководцев Флороса, Петрона и Киприана, потеряв, по словам Феофана, 30 тыс. человек. Эти поражения вынудили арабов отказаться от осады в 678 году. На обратном пути в Сирию арабский флот был почти уничтожен штормом у Силлиона.
Существенный план рассказа Феофана может быть подтверждён единственным почти современным византийским упоминанием об осаде — праздничным стихотворением неизвестного в остальном Феодосия Грамматика, которое ранее считалось относящимся ко второй арабской осаде 717—718 годах. Поэма Феодосия воспевает решительную морскую победу у стен города — с интересной деталью, что арабский флот тоже имел огнемётные корабли — и делает ссылку на «страх перед их возвращающимися тенями», что может быть истолковано как подтверждение повторяющиеся нападения арабов каждую весну со своей базы в Кизике.

## Значение и последствия
Константинополь был нервным центром Византийского государства. Если бы он пал, оставшиеся провинции империи вряд ли удержались бы вместе и, таким образом, стали бы лёгкой добычей арабов. В то же время провал арабского нападения на Константинополь сам по себе был знаменательным событием. Это стало кульминацией войны Муавии на истощение, которая неуклонно проводилась с 661 г. В это предприятие были вложены огромные ресурсы, включая создание огромного флота, и провал имел столь же важные последствия и нанёс серьёзный удар по престижу халифа. И наоборот, византийский престиж достиг новых высот, особенно на Западе. Константин IV принял послов от авар и балканских славян, которые несли дары и поздравления и признавали византийское превосходство. Последующий мир также дал столь необходимую передышку от постоянных набегов на Малую Азию и позволил Византии восстановить равновесие и консолидироваться после катастрофических изменений предыдущих десятилетий.
Неудача арабов перед Константинополем совпала с усилением активности живших в горах Сирии христиан мардаитов, которые сопротивлялись мусульманской власти и совершали набеги на равнину. Столкнувшись с новой угрозой и после понесённых потерь Муавия начал переговоры о перемирии с обменом посольствами между двумя дворами. Они растянулись до 679 г., что дало арабам время для последнего набега в Малую Азию под предводительством Амра ибн Мурры, возможно, с целью оказать давление на византийцев. Мирный договор номинальным сроком на 30 лет предусматривал, что халиф будет платить ежегодную дань в размере 300 тыс. номисм, 50 лошадей и 50 рабов. В 679—680 гг. арабские гарнизоны были выведены со своих баз на византийском побережье, включая Родос.
Вскоре после отступления арабов из своей столицы Константин IV быстро отправил экспедицию против славян в районе Фессалоники, снизил размеры их пиратства, освободил город и восстановил имперский контроль над его окрестностями. После заключения мира он двинулся против нарастающей булгарской угрозы на Балканах, но его огромная армия, включавшая в себя все наличные силы империи, была решительно разбита, что открыло путь к созданию их собственного государства на северо-востоке Балкан.
В мусульманском мире после смерти Муавии в 680 году проявились различные силы оппозиции внутри халифата. Борьба за тамошнюю власть во время гражданской войны позволило Византии добиться не только мира, но и господства на своих восточных границах. Армения и Иберия на время вернулись под контроль Византии, а Кипр стал совместно управляться двумя государствами. Мир длился до тех пор, пока сын и преемник Константина IV Юстиниан II не нарушил его в 693, что имело разрушительные последствия, поскольку византийцы потерпели поражение, Юстиниан был свергнут, и последовал двадцатилетний период анархии. Мусульманские вторжения усилились, что привело ко второй попытке арабов завоевать Константинополь в 717—718 годах, которая также оказалась безуспешной.

## Современная переоценка событий
Повествование об осаде, принятое современными историками, в значительной степени опирается на рассказ Феофана, в то время как арабские и сирийские источники упоминают не какие-либо осады, а скорее отдельные кампании, лишь некоторые из которых дошли до Константинополя. Таким образом, захват острова по имени Арвад «в Кустантинийском море» относится к 673/674 г. (неясно, подразумевается-ли под этим Мраморное или Эгейское море); также сообщается о достижении войском Язида в 676 г. Константинополя. Сирийские летописцы также не согласны с Феофаном в том, что решающая битва и уничтожение арабского флота греческим огнём произошли в 674 году у Константинополя, а не во время арабской экспедиции у берегов Ликии и Киликии. За этим последовала высадка византийских войск в Сирии в 677/678 г., что положило начало восстанию мардаитов, которое настолько угрожало власти халифата над Сирией, что привело к заключению мирного соглашения 678/679 году.
Константин Цукерман считает, что малоизвестный отрывок из написанного в начале VIII в. комментария Космы Маюмского к Григорию Богослову должен относиться к арабской осаде Константинополя. В нём упоминается, как Константин IV вел корабли (вероятно, на колесах) через Фракийский Херсонес от Эгейского до Мраморного моря, что имело смысл только в том случае, если Дарданеллы были блокированы арабами в Кизике.
Основываясь на переоценке первоисточников, использованных средневековыми историками, оксфордский ученый Джеймс Ховард-Джонстон в своей книге 2010 года «Свидетели мирового кризиса: историки и истории Ближнего Востока в седьмом веке» отвергает традиционную интерпретацию. событий, основанных на Феофане, в пользу версии сирийских летописцев. Согласно его точке зрения, осада не проводилась не только из-за её отсутствия в восточных источниках, но и из-за логистической невозможности такого предприятия в течение указанного периода времени. Вместо этого он считает, что ссылка на осаду была более поздней вставкой анонимного источника под влиянием событий второй арабской осады 717—718 годов, которого использовал Феофан. По словам Ховарда-Джонстона, «Блокада Константинополя в 670-х годах — это миф, которому позволили замаскировать вполне реальный успех, достигнутый византийцами в последнее десятилетие халифата Муавии, сначала на море у Ликии, а затем через восстание, которое вскоре вызвало глубокую тревогу среди арабов, сознававших, что они просто покрыли Ближний Восток своей властью».
С другой стороны, историк Марек Янковяк утверждает, что произошла крупная арабская осада, но что писавший примерно через 140 лет после событий на основе созданного анонимным источником через 50 лет после описываемых событий неправильно датировал и исказил события, и что правильная датировка осады должна быть 667—669 гг., При этом весной 668 г. произошло крупное нападение.